# لوسیو سکارینی
لوسیو سکارینی (انگلیسی: Lucio Ceccarini; ۱۳ دسامبر ۱۹۳۰ – ۱۴ ژوئیهٔ ۲۰۰۹) بازیکن واترپلو، و شناگر اهل ایتالیا بود.